# Iza Norska
Iza Norska, właściwie Izabela Balbina Bialer (ur. 8 kwietnia 1899 w Łodzi, zm. w marcu 1984 w Henley-on-Thames) – polska aktorka filmowa.

## Życiorys
Urodziła się w rodzinie łódzkich fabrykantów i filantropów. Jej ojciec, Bialer Icchak Meir, był długoletnim (1923–1936) członkiem Rady Miejskiej m. Łodzi z ramienia syjonistów, wieloletnim wiceprezesem łódzkiego Komitetu Miejskiego i członkiem Komitetu Centralnego polskich syjonistów, właścicielem fabryki taśm i koronek przy ul. Wólczańskiej 128 w Łodzi.
Norska wraz z siostrą, Pauliną, studiowała w Berlinie w tamtejszym konserwatorium muzycznym. Tu stały się znane w środowisku berlińskiej bohemy jako „Blondynki z Łodzi”, prowadząc bujne życie towarzyskie. Tu też zagrała po raz pierwszy, pod pseudonimem „Iza Norska”, w niemieckim filmie wcielając się w rolę femme fatale. Syn Norskiej w swojej biografii napisał „It was not a succsess”. Gdy wieści o ich dość swobodnym zachowaniu, jak na wywodzące się tradycyjnego żydowskiego domu kobiety, dotarły do ojca, ten twardo zażądał powrotu do domu, czemu obie się podporządkowały.
W Polsce wystąpiła w dwóch filmach, używając ponownie swego berlińskiego pseudonimu, 9.25 Przygoda jednej nocy (1929) i Karuzela życia (1930), w obu kreując jedne z głównych ról, po czym zakończyła karierę filmową. Na scenie teatralnej nigdy nie zaistniała.
Jej mężem, od ok. 1931 r., był Henryk Kronman, dziennikarz i współwłaściciel łódzkiego dziennika „Głos Poranny” (zmarł nagle w październiku 1937 r. w Paryżu na zawał serca). Mieszkali wraz z jedynym dzieckiem, synem Michałem, w kamienicy przy ul. H. Sienkiewicza 33 w Łodzi.
Po wybuchu II wojny światowej, we wrześniu 1939 r. Iza Norska wraz z synem Michałem zdołała wyjechać przez Wiedeń do Iraku, gdzie już wcześniej mieszkała jej siostra Paulina (Pessa; dama dworu królowej Iraku i jej doradczyni w sprawach mody europejskiej), zamężna z Maxem Makowskim (znanym tam jako „pasza Makowski”), nadwornym lekarzem dworu irackiego.
Niedługo po wojnie wyszła po raz drugi za mąż za Ronni’ego Arnolda.

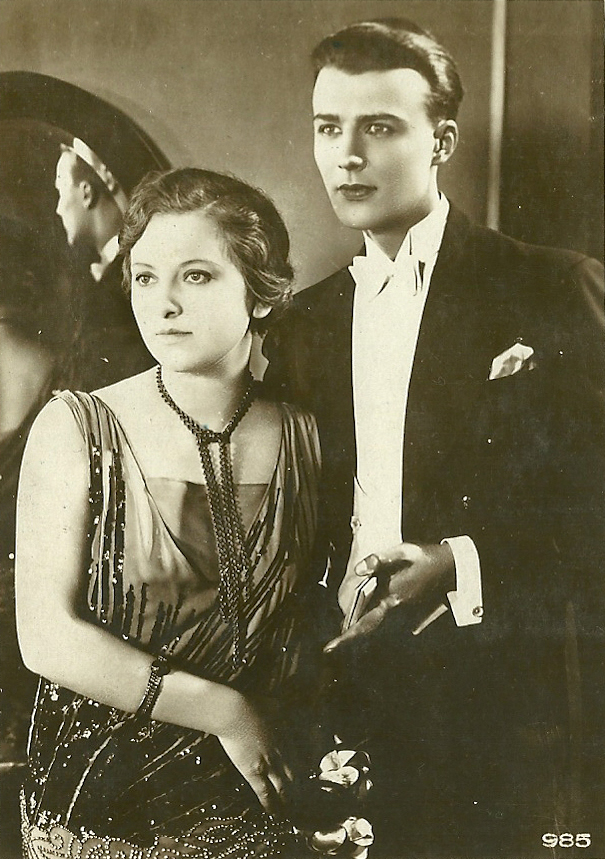
Iza Norska i Harry Cort
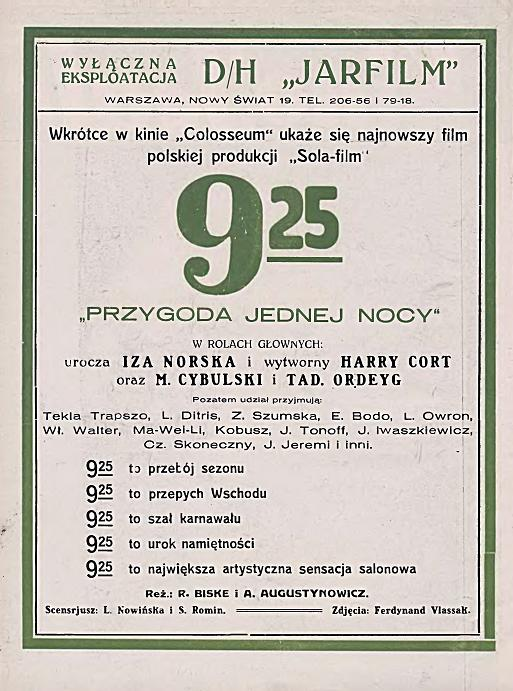
9.25 Przygoda jednej nocy

## Filmografia
- 1929: 9.25. Przygoda jednej nocy – Krysia
- 1930: Karuzela życia – córka milionera